# Аспрокамбос
Аспрокамбос (грч. Ασπρόκαμπος) је насељено место у општини Гребен у периферији Западна Македонија, Грчка. Према попису из 2021. године било је 58 становника.
Према бугарском географу и историчару, Василу Канчову, у Аспрокамбосу је 1900. године живело 110 Грка.